# Takis Fotopoulos
Takis Fotopoulos (in greco: Τάκης Φωτόπουλος; Chio, 14 ottobre 1940) è un economista, filosofo, saggista ed attivista greco, teorico del sistema politico-economico della Democrazia Inclusiva.
Tale sistema si pone come un'originale sintesi del socialismo libertario, formulato, più precisamente, in un modello ibrido d'economia democraticamente pianificata, fortemente decentralizzata e municipalizzata, dal punto di vista macroeconomico, e semimutualistica, caratterizzata da una forma di "mercato artificiale" per l'allocazione di beni di consumo, da quello microeconomico, che prevede l'utilizzo, al posto del denaro convenzionale, di voucher e crediti personali accumulabili quale valuta. Il sistema abbraccia la democrazia diretta di stampo ateniese, l'ecologia sociale e le correnti di pensiero contemporanee dei nuovi movimenti sociali radicali. 
Ha scritto diversi libri ed oltre 800 articoli, pubblicati in varie lingue, ed è direttore del The International Journal of Inclusive Democracy. Il suo testo più famoso è il saggio Per una Democrazia Globale. Fotopoulos vive da svariati anni a Londra, dove è stato docente d'economia presso la London School of Economics and Political Science dal 1969 al 1989.

## Opere

### Libri
- Towards An Inclusive Democracy (London/New York: Cassell Continuum, 1997), 401 pp. ISBN 0-304-33627-0 and 0-304-33628-9.
- Περιεκτική Δημοκρατία (Athens: Kastaniotis, 1999), 656 pp. ISBN 960-03-2416-6
- Per Una Democrazia Globale (Milano: Eleuthera, 1999), 254 pp. ISBN 88-85060-37-4
- Hacia Una Democracia Inclusiva, Un nuevo proyecto liberador (Montevideo: Nordam, 2002), 325 pp. ISBN 9974-42-098-9
- Vers Une Démocratie Générale (Paris: Seuil, 2002), 250 pp. ISBN 2-02-052846-0
- Umfassende Demokratie, Die Antwort auf die Krise der Wachstums-und Marktwirtschaft (Grafenau: Trotzdem Verlag, 2003), 445 pp. ISBN 3-931786-23-4
- The Multidimensional Crisis and Inclusive Democracy (Entire English E-book publication [2005] of the book with the same title published in Athens, 2005 by Gordios, 334 pp. ISBN 960-7083-69-5. Pubblicato in Chinese, 2008. ISBN 978-7-5607-3533-7)
- Περιεκτική Δημοκρατία - 10 Χρόνια Μετά (Athens: Eleftheros Typos, 2008), 591 pp.
- The pink revolution in Iran and the “Left” A Special E-Book Issue of the International Journal of Inclusive Democracy (Vol. 5, No. 3, Summer 2009), PDF

### Libri pubblicati in Grecia
- Dependent Development: The Case of Greece (Athens: Exantas, 1985 & 1987).
- The Gulf War: The First Battle in the North-South Conflict (Athens: Exantas, 1991).
- The Neo-Liberal Consensus (Athens: Gordios, 1993).
- The New World Order and Greece (Athens: Kastaniotis, 1997).
- Inclusive Democracy (Athens: Kastaniotis, 1999).
- Drugs: Beyond the Demonology of Penalisation and the 'Progressive' Mythology of Liberalisation (Athens: Eleftheros Typos, 1999).
- The New Order in the Balkans and the First War of the Internationalised Market Economy (Athens: Staxy, 1999).
- Religion, Autonomy and Democracy (Athens: Eleftheros Typos, 2000).
- Globalisation, the Left and Inclusive Democracy (Athens: Ellinika Grammata, 2002).
- From the Athenian Democracy to Inclusive Democracy (Athens: Eleftheros Typos, 2002).
- The War against 'Terrorism': the Elites Generalised Attack (Athens: Gordios, 2003).
- Chomsky's capitalism, Albert's post-capitalism and Inclusive Democracy (Athens: Gordios, 2004).
- The Multidimensional Crisis and Inclusive Democracy (Athens: Gordios, 2005).
- Inclusive Democracy - 10 Years Afterwards (Athens: Eleftheros Typos, 2008).
- Global Crisis, Greece, and the anti-systemic movement (Athens: Koukida, 2009), 318 pp, ISBN 978-960-9410-00-7

### Contributi ad altri libri
- Studies on the contemporary Greek Economy, S.Papaspiliopoulos (Papazisis, 1978). (Takis Fotopoulos: "Dependent development and industrialisation").
- Education, Culture and Modernization, Peter Alheit et al. (Roskide University, 1995). (Takis Fotopoulos: "The crisis of the growth economy, the withering away of the nation-state and the community-based society").
- Complessità sistemica e sviluppo eco-sostenibile, ed. by I.Spano & D.Padovan (Sapere 2001). (Takis Fotopoulos: "La crisi dell'economia di crescita. Società ecologica e democrazia").
- Defending Public Schools, David A. Gabbard & E. Wayne Ross (Praeger, 2004). (Takis Fotopoulos: "The State, the Market and (Mis-)education").
- Globalisation, Technology and Paideia in the New Cosmopolis (Atrapos, 2004). (Takis Fotopoulos: "Contrasting views on globalisation and the myth about the end of globalisation").
- Critical Perspectives on Globalisation, Robert Hunter Wade, Marina Della Giusta and Uma Kambhampati (Chelthenham, UK & Northhampton, MA USA: Edward Elgar publishing, 2006). (Takis Fotopoulos: "The global 'war' of the transnational elite").
- Globalised Capitalism, The Eclipse of the Left and Inclusive Democracy, ed. Steven Best (Athens: Koukkida, 2008).

## Video
- Takis Fotopoulos parla della Crisi Multidimensionale e di Democrazia Inclusiva, Oxford University, November 2008. Google-video in 3 parti. Part 1 (talk),  part 2 (talk/discussion), part 3 (discussion)
- (EN) What is Inclusive Democracy? Fotopoulos' Interview to Oliver Ressler, su video.google.com. URL consultato il dicembre 2020 (archiviato dall'url originale il 4 giugno 2011).
- Conferenza di Takis Fotopoulos alla University of Vermont (USA) nel 1996. Google Video in 3 parti Part 1, Part 2, Part 3